# Binghamton (Nova York)
Binghamton és la ciutat i seu del Comtat de Broome a l'Estat de Nova York dels Estats Units d'Amèrica. Segons el cens del 2000 Binghamton tenia 47.380 habitants, 21.089 habitatges, i 10.417 famílies. La densitat de població era de 1.752,3 habitants per km².

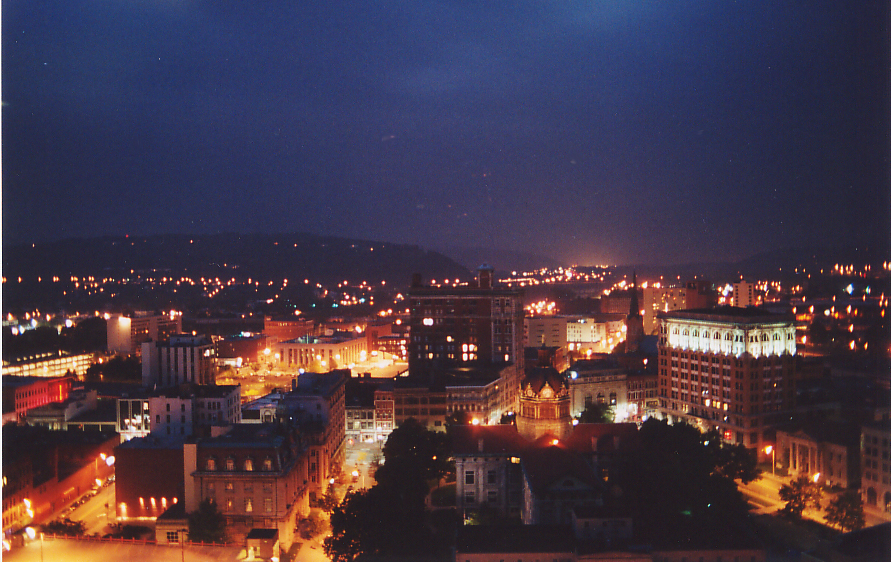
Panorama nocturn de Binghamton

Dels 21.089 habitatges en un 23,3% hi vivien nens de menys de 18 anys, en un 31,6% hi vivien parelles casades, en un 13,8% dones solteres, i en un 50,6% no eren unitats familiars. En el 40,3% dels habitatges hi vivien persones soles el 15,5% de les quals corresponia a persones de 65 anys o més que vivien soles. El nombre mitjà de persones vivint en cada habitatge era de 2,19 i el nombre mitjà de persones que vivien en cada família era de 2,96.
Per edats la població es repartia de la següent manera: un 21,5% tenia menys de 18 anys, un 13,2% entre 18 i 24, un 26,6% entre 25 i 44, un 21% de 45 a 60 i un 17,6% 65 anys o més.
L'edat mitjana era de 37 anys. Per cada 100 dones de 18 o més anys hi havia 86,6 homes.
La renda mitjana per habitatge era de 25.665 $ i la renda mitjana per família de 36.137 $. Els homes tenien una renda mitjana de 28.774 $ mentre que les dones 23.014 $. La renda per capita de la població era de 17.067 $. Entorn del 16,5% de les famílies i el 23,7% de la població estaven per davall del llindar de pobresa.